# Гіпопітуїтаризм
Гіпопітуїтаризм — захворювання, в основі якого лежить дифузне ураження гіпоталамо-гіпофізарної ділянки з випадінням функцій гіпофіза і недостатністю периферійних ендокринних залоз.
У це поняття входять:
- Гіпоталамо-гіпофізарна недостатність
- Післяпологовий гіпопітуїтаризм (синдром Шихана)
- Гіпофізарна кахексія (синдром Сіммондса)

## Етіологія
Недостатність функції передньої частки гіпофіза розвивається внаслідок інфекційних, токсичних, травматичних, системних судинних, аутоімунних, пухлинних та інших тяжких ураженнях мозку.

## Діагностика
Діагноз встановлюється на основі характерних скарг на виснаження, загальну слабкість, ознаки випадіння функцій ендокринних залоз. Зниження рівня гормонів периферійних ендокринних залоз підтверджує діагноз.

## Лікування
Першою чергою ліквідовується причина захворювання та призначається замісна терапія гормонами периферійних ендокринних залоз. Замісна гормональна терапія зазвичай починається з препаратів кори наднирників, статевих і, останньою чергою, тироїдних.